# تدی مزاگ
تدی مزاگ (انگلیسی: Teddy Mézague؛ زادهٔ ۲۷ مهٔ ۱۹۹۰) بازیکن فوتبال اهل فرانسه است.
از باشگاه‌هایی که در آن بازی کرده‌است می‌توان به باشگاه ورزشی مون‌پلیه اشاره کرد.